# Neuilly-le-Vendin
Neuilly-le-Vendin település Franciaországban, Mayenne megyében. Lakosainak száma 345 fő (2022. január 1.). Neuilly-le-Vendin Couptrain, Javron-les-Chapelles, Madré, La Pallu, Saint-Aignan-de-Couptrain, Saint-Calais-du-Désert, Saint-Ouen-le-Brisoult és Saint-Patrice-du-Désert községekkel határos.

## Népesség
A település népességének változása:
| Lakosok száma | 453  | 398  | 403  | 364  | 360  | 347  | 346  | 345  | 345  | 345  |
|               | 1968 | 1982 | 1990 | 2006 | 2013 | 2015 | 2017 | 2019 | 2020 | 2022 |